# Radikal 88
Radikal 88 mit der Bedeutung „Vater“ ist eines von 34 der 214 traditionellen Radikale der chinesischen Schrift, die mit vier Strichen geschrieben werden.
Mit 4 Zeichenverbindungen in Mathews’ Chinese-English Dictionary gibt es nur sehr wenige Schriftzeichen, die unter diesem Radikal im Lexikon zu finden sind.
Das Radikal „Vater“ nimmt nur in der Langzeichen-Liste traditioneller Radikale, die aus 214 Radikalen besteht, die 88. Position ein. In modernen Kurzzeichen-Wörterbüchern kann es sich an ganz anderer Stelle finden. Im Neuen chinesisch-deutschen Wörterbuch aus der Volksrepublik China steht es zum Beispiel an 108. Stelle.
Das Schriftzeichen entwickelte sich aus der Darstellung einer Hand, die einen Stock hält, dem Symbol der väterlichen Autorität. Manche chinesischen Experten meinen freilich, die Urform von 父 sei 斧 (= Axt) gewesen. Wieder andere mögen in des Vaters Hand nicht den Knüppel sehen, sondern ein Werkzeug wie eine Ahle. 父, so meinen sie, sei ursprünglich ein Gefangener gewesen, und das Zeichen sei erst später zu einer positiven Bezeichnung für Männer geworden, schließlich auch für Vater.
In zusammengesetzten Zeichen stellt 父 das Bedeutungsfeld Vater her wie zum Beispiel in 爹 (= Vater) oder 爷 (= Großvater). Als Lautträger tritt 父 in den Zeichen 斧 (= Axt) und 釜 (= Kochkessel) auf. Letzteres besteht aus 父 und 金 (= Metall), wobei im Zeichen der obere Teil von 金 mit dem unteren von 父 verschmilzt.

## Schriftzeichenverbindungen, die vom Radikal 88 regiert werden
| Striche | Zeichen |
| ------- | ------- |
| +0      | 父      |
| +02     | 爷      |
| +04     | 爸      |
| +06     | 爹      |
| +09     | 爺      |

 Im Unicodeblock Kangxi-Radikale ist das Radikal 88 unter der Codepointnummer 12.119 (U+2F57) codiert.